# The Cheetah Girls 2 (banda sonora)
The Cheetah Girls 2 es el álbum de la banda sonora de la Película original de Disney Channel del mismo nombre. Fue lanzado el 15 de agosto de 2006 por Walt Disney Records. El álbum fue producido ejecutivamente por Kenny Ortega, Debra Martin Chase, Raven-Symoné y Whitney Houston. Cuenta con la participación de Drew Seeley y Belinda.
Las canciones de la banda sonora son una mezcla diversa de pop latino y R&B. El álbum alcanzó el puesto número cinco en el Billboard 200 de EE.UU. y fue certificado platino por la Asociación de la Industria Discográfica de Estados Unidos (RIAA), con 1,4 millones de copias vendidas en Estados Unidos.

## Antecedentes y Lanzamiento
Tras el éxito de la primera banda sonora de The Cheetah Girls, con unas ventas de más de dos millones de copias en Estados Unidos, La banda sonora de The Cheetah Girls 2 se publicó el 15 de agosto de 2006, sólo diez días antes del estreno de la película. El 10 de octubre se publicó una versión karaoke del álbum, titulada Disney's Karaoke Series: Cheetah Girls 2.
El 7 de noviembre de 2006 se publicó una edición especial de 2 discos del álbum, que incluía todas las canciones originales de la banda sonora, una versión de "Route 66" que se utilizó para promocionar la película de Disney/Pixar Cars un remix de "Strut", un DVD del especial del concierto de Disneyland que se emitió en Disney Channel, y una entrevista exclusiva con The Cheetah Girls.

## Sencillos
"The Party's Just Begun" se publicó como primer sencillo del álbum el 11 de julio de 2006 en Estados Unidos y el 8 de enero de 2007 en el Reino Unido. La canción debutó en el número 94 de la lista Billboard Hot 100 el 9 de septiembre de 2006, alcanzando el número 85 la semana siguiente. En el Reino Unido la canción debutó en el número 53 de la UK Singles Chart en enero de 2007.
"Strut" fue lanzada como segundo sencillo el 8 de agosto de 2006, en Estados Unidos. La canción debutó en el número 60 de la lista Billboard Hot 100 el 9 de septiembre. La semana siguiente, la canción alcanzó su posición máxima en el número 53.

## Recepción Crítica
Heather Phares de AllMusic reseñó el álbum otorgándole una calificación de 3,5 estrellas: "Dos años después de la película original de Cheetah Girls, Galleria, Chanel, Aquanette y Dorinda regresan con The Cheetah Girls 2, una secuela y una banda sonora completa. El subtítulo de la película es When in Spain y los toques exóticos, como la guitarra española y los pianos, dan color a muchos de los temas del álbum. Aunque las canciones totalmente en español resultan un poco forzadas, los toques de este sonido dan a temas como "Strut" y "Amigas Cheetahs" la sensación de ser tataranietos de "La Isla Bonita" de Madonna o de "Spice Up Your Life" de las "Spice Girls". Como era de esperar, Raven-Symoné domina a las Cheetah Girls, tanto en su personaje Galleria como en el de ella misma".

## Recepción  comercial
The Cheetah Girls 2 debutó en el número cinco del Billboard 200 con unas ventas en la primera semana de 87.000 copias, convirtiéndose en el álbum con más ventas del grupo y en su primer álbum en alcanzar el top 10 de Estados Unidos. El álbum se mantuvo en el número cinco en su segunda semana vendiendo otras 81.000 copias. También alcanzó el número uno en las listas Billboard Soundtracks y Kids Albums. El álbum obtuvo el certificado de Platino de la Recording Industry Association of America (RIAA) el 14 de noviembre de 2006, y en agosto de 2008 había vendido 1,4 millones de copias en Estados Unidos.
En el Reino Unido, el álbum debutó y alcanzó el número 51 en la UK Albums Chart el 7 de enero de 2007. En su segunda semana, cayó al número 68. En su tercera semana, subió dos puestos hasta el número 65. El álbum cayó al número 80 en su cuarta semana, antes de abandonar el top 100, pasando un total de cuatro semanas en la lista. En otros países, el álbum alcanzó el número 32 en Nueva Zelanda y Noruega, el 55 en Irlanda, el 58 en Italia, el 69 en México y el 93 en Australia.

## Lista de canciones
| N.º   | Título                                                                | Producer(s)             | Duración |  |
| 1.    | «The Party's Just Begun» (Interpretada por The Cheetah Girls)         | Gerrard                 | 3:10     |  |
| 2.    | «Strut» (Interpretada por The Cheetah Girls)                          | Houston                 | 3:18     |  |
| 3.    | «Dance With Me» (Interpretada por Drew Seeley con Belinda)            | Ray "Sôl Survivor" Cham | 3:12     |  |
| 4.    | «Why Wait» (Interpretada por Belinda)                                 | Gerrard                 | 3:01     |  |
| 5.    | «A la Nanita Nana» (Interpretada por The Cheetah Girls con Belinda)   | David Lawrence          | 2:12     |  |
| 6.    | «Do Your Own Thing» (Interpretada por Raven-Symoné)                   | Gerrard                 | 3:17     |  |
| 7.    | «It's Over» (Interpretada por The Cheetah Girls)                      | Lawrence                | 3:08     |  |
| 8.    | «Step Up» (Interpretada por The Cheetah Girls)                        | Gerrard                 | 3:08     |  |
| 9.    | «Amigas Cheetahs» (Interpretada por The Cheetah Girls con Belinda)    | Houston                 | 4:06     |  |
| 10.   | «Cherish the Moment» (Interpretada por The Cheetah Girls)             | Houston                 | 3:26     |  |
| 11.   | «Cheetah Sisters» (Barcelona mix; Interpretada por The Cheetah Girls) | Houston                 | 2:42     |  |
| 12.   | «Everyone's A Star» (Interpretada por Raven-Symoné)                   | Gerrard                 | 3:51     |  |
| 13.   | «It's Gonna Be Alright» (Interpretada por Raven-Symoné)               | Gerrard                 | 3:48     |  |
| 42:22 |                                                                       |                         |          |  |

| Special edition disc one (bonus tracks) |                                                     |          |  |
| N.º                                     | Título                                              | Duración |  |
| 14.                                     | «Route 66» (Interpretada por The Cheetah Girls)     | 3:27     |  |
| 15.                                     | «Strut» (remix; Interpretada por The Cheetah Girls) | 3:15     |  |

| Special edition disc two (concert DVD) |                                              |          |  |
| N.º                                    | Título                                       | Duración |  |
| 1.                                     | «The Party's Just Begun»                     |          |  |
| 2.                                     | «Step Up»                                    |          |  |
| 3.                                     | «Cinderella»                                 |          |  |
| 4.                                     | «Strut»                                      |          |  |
| 5.                                     | «Cheetah Sisters»                            |          |  |
| 6.                                     | «Exclusive interview with The Cheetah Girls» |          |  |

## Charts

### Weekly charts
| Chart (2006–07)                           | Peak position |
| ----------------------------------------- | ------------- |
| Australia (ARIA)                          | 93            |
| Irlanda (IRMA)                            | 55            |
| Italia (FIMI)                             | 58            |
| México (Top 100 Mexico)                   | 68            |
| Nueva Zelanda (RMNZ)                      | 32            |
| Noruega (VG‑lista)                        | 32            |
| Escocia (Scottish Albums Chart)           | 57            |
| Reino Unido (UK Albums Chart)             | 59            |
| Reino Unido (Physical Albums Chart)       | 58            |
| Reino Unido (Soundtrack Albums Chart)     | 3             |
| Estados Unidos (Billboard 200)            | 5             |
| Estados Unidos US Kids Albums (Billboard) | 1             |
| Estados Unidos US Soundtracks (Billboard) | 1             |

### Listas de Fin de Año
| Chart (2006)                              | Position |
| ----------------------------------------- | -------- |
| Estados Unidos (Billboard 200)            | 84       |
| Estados Unidos US Kids Albums (Billboard) | 2        |
| Estados Unidos US Soundtracks (Billboard) | 5        |

| Chart (2007)                              | Position |
| ----------------------------------------- | -------- |
| Estados Unidos (Billboard 200)            | 75       |
| Estados Unidos US Kids Albums (Billboard) | 5        |
| Estados Unidos US Soundtracks (Billboard) | 6        |

## Disney's Karaoke Series: The Cheetah Girls 2
Disney's Karaoke Series: The Cheetah Girls 2 es un álbum karaoke con las canciones de la banda sonora de la película de Disney, The Cheetah Girls 2. Este alcanzó los puestos #193 en el Billboard 200 y #10 en el Billboard Top Kid Audio. Hasta la fecha ha vendido más de 121,000 copias en Estados Unidos.
1. The Party's Just Begun (Instrumental)
2. Strut (Instrumental)
3. Dance With Me (Instrumental)
4. Why Wait (Instrumental)
5. Do Your Own Thing (Instrumental)
6. It's Over (Instrumental)
7. Step Up (Instrumental)
8. Cherish The Moment (Instrumental)
9. The Party's Just Begun (Vocal Version)
10. Strut (Vocal Version)
11. Dance With Me (Vocal Version)
12. Why Wait (Vocal Version)
13. Do Your Own Thing (Vocal Version)
14. It's Over (Vocal Version)
15. Step Up (Vocal Version)
16. Cherish The Moment (Vocal Version)

## Historial de Lanzamiento
| Región         | Fecha                   | Formatos | Edición  | Discográfica | Ref.   |
| -------------- | ----------------------- | -------- | -------- | ------------ | ------ |
| Estados Unidos | 15 de agosto de 2006    | CD       | Standard | Walt Disney  |        |
| Estados Unidos | 10 de octubre de 2006   | CD       | Karaoke  | Walt Disney  |        |
| Estados Unidos | 7 de noviembre de 2006  | 2-CD     | Special  | Walt Disney  |        |
| Reino Unido    | 7 de noviembre de 2006  | 2-CD     | Special  | Walt Disney  | [ 41 ] |
| Reino Unido    | 25 de diciembre de 2006 | CD       | Standard | Walt Disney  | [ 42 ] |